# Lunar Orbiter 3
Lunar Orbiter 3 là một phi thuyền được NASA phóng lên vào năm 1967 như là một phần của chương trình Lunar Orbiter. Nó được thiết kế chủ yếu để chụp các khu vực mặt trăng để xác nhận các địa điểm hạ cánh an toàn cho các nhiệm vụ Surveyor và Apollo. Nó cũng được trang bị để thu thập thông tin về địa chất Mặt Trăng, cường độ bức xạ, và dữ liệu tác động của các vi thiên thạch.
Tàu vũ trụ được đặt trong quỹ đạo gần Mặt Trăng và được đẩy vào quỹ đạo Mặt trăng gần xích đạo hình elip vào ngày 8 tháng 2 lúc 21:54 UTC. Quỹ đạo là 210,2 x 1,801,9 km (130,6 mi × 1,119,6 mi) với độ nghiêng 20,9 độ và thời gian 3 giờ 25 phút. Sau bốn ngày (25 vòng quỹ đạo) quỹ đạo đã được thay đổi thành 55 x 1.847 kilômét (34 mi × 1,148 mi). Tàu vũ trụ đã gửi dữ liệu ảnh từ ngày 15 tháng 2 đến ngày 23 tháng 2 năm 1967 và dữ liệu này được đọc ra từ ngày 2 tháng 3 năm 1967. Cơ chế đẩy ảnh phim có hành vi thất thường trong giai đoạn này dẫn đến quyết định bắt đầu đọc hình ảnh của tàu sớm hơn dự kiến. Các khung hình đã được đọc thành công cho đến ngày 4 tháng 3 khi động cơ đẩy ảnh phim bị hỏng, để lại khoảng 25% các khung hình trên trục quay, không thể đọc được nữa.
Tổng cộng có 149 ảnh có độ phân giải trung bình và 477 ảnh có độ phân giải cao đã được gửi về. Các hình ảnh có chất lượng tuyệt vời với độ phân giải chi tiết đến 1 mét (3 ft 3 in). Bao gồm là một hình ảnh của địa điểm hạ cánh tàu Surveyor 1, cho phép xác định vị trí của tàu vũ trụ trên bề mặt của Mặt Trăng.